# Kràsnaia Dubrava
|  | No s'ha de confondre amb Dúbrava. |

Kràsnaia Dubrava (en rus: Красная Дубрава) és un poble (un possiólok) de l'óblast de Lípetsk, a Rússia, que el 2013 tenia 483 habitants. Pertany al districte rural de Griazi.